# Thủy ngân(I) iodide
Thủy ngân(I) iodide là một hợp chất hóa học có chứa thủy ngân và iod, có công thức hóa học là Hg2I2. Nó dễ dàng bị phân hủy thành Hg và HgI2 ở điều kiện thường.

## Điều chế và phản ứng hóa học
Thủy ngân(I) iodide có thể được điều chế bằng cách cho thủy ngân và iod phản ứng trực tiếp trong ánh sáng.
3Hg + 2I2→HgI2+ Hg2I2
Nó có thể dùng để điều chế kali tetraiodomercurat(II) K2HgI4:
2KI + Hg
2I
2 → Hg + K2HgI4

## Kết cấu
Tương tự với các hợp chất của Hg(I) khác có chứa liên kết X–Hg–Hg–X đồng nhất, Hg2I2 chứa các liên kết IHg2I với độ dài liên kết của Hg–Hg là 272 pm (Hg–Hg trong kim loại là 300 pm) và một liên kết Hg–I dài 268 pm. Về cấu trúc chung, mỗi nguyên tử Hg là bát diện như ngoài hai nguyên tử gần nhất thì có bốn nguyên tử I khác ở 351 pm. Hợp chất còn được cấu trúc như Hg22+2I−.

## Lịch sử sử dụng
Thủy ngân(I) iodide thường được sử dụng như một loại thuốc vào thế kỷ 19, đôi khi dưới tên gọi protiodide of mercury. Nó được sử dụng để điều trị rộng rãi trong nhiều điều kiện; tất cả mọi thứ từ mụn trứng cá đến bệnh thận và đặc biệt là điều trị sự lựa chọn cho bệnh giang mai. Nó có sẵn trên quầy thuốc tại bất kỳ hiệu thuốc trên thế giới, hình thức phổ biến nhất là một dung dịch của protiodide, cam thảo, glycerin và marshmallow.
Uống với liều lượng thấp, protiodide gây ra tình trạng chảy nước dãi, thở dốc, lợi và chảy máu lợi và đau răng. Dùng quá mức hoặc quá liều gây ra sự yếu kém về mặt thể chất, mất răng, mất máu (hoại tử hồng cầu) trong máu và hoại tử xương và mô của cơ thể. Dấu hiệu ban đầu của quá liều hoặc sử dụng quá mức là các chứng chấn thương cơ, chứng chorea, và chứng mất ngủ động cơ. Sự nôn mửa và voiding nôn mửa bạo lực cũng xảy ra.
Protiodide bị cấm sử dung để chế thành thuốc, mặc dù nó vẫn tồn tại trong sử dụng như là một phương thuốc chữa lang băm cho đến đầu thế kỷ 20.